# Tony Sirico
Genaro Anthony Sirico, Jr. (New York, 29 juli 1942 – Fort Lauderdale, 8 juli 2022), beter bekend als Tony Sirico, was een Amerikaanse acteur. Hij is vooral bekend door zijn rol als Paulie Gualtieri in de televisieserie The Sopranos. Daarnaast heeft hij als stemacteur gewerkt in afleveringen van Spongebob Squarepants en Fairly Odd Parents.

## Levensloop
Sirico werd geboren te Midwood in het New Yorkse stadsdeel Brooklyn. Zijn ouders waren afkomstig van Sicilië. Sirico's broer, Robert Sirico, is een katholieke priester en medeoprichter van Acton Institute.

Hij acteerde betrekkelijk vaak in de rol van gangster, zoals in de films The Last Fight, Goodfellas, Bullets Over Broadway, Mighty Aphrodite, Cop Land en Mickey Blue Eyes. Hij heeft ook rollen als politieagent gespeeld, zoals in Dead Presidents en Deconstructing Harry. Vóór zijn carrière als acteur zou Sirico actief zijn geweest in de maffia. In een aflevering van de Sopranos werd hiernaar verwezen: 
I made it through the seventies by the skin of my nuts when the Colombos were goin' at it.
In 1967 kreeg Sirico een gevangenisstraf opgelegd voor het overvallen van een nachtclub in Brooklyn. Dertien maanden later werd hij vrijgelaten. In 1971 bekende hij schuld aan illegaal wapenbezit. Voor dit delict werd hij eveneens veroordeeld tot een gevangenisstraf. Deze keer kwam hij na twintig maanden vrij. In een interview met het tijdschrift Cigar Aficionado vertelde Sirico dat hij tijdens zijn detentie in aanraking kwam met een groep van acterende ex-criminelen. De ontmoeting met deze mensen inspireerde hem tot zijn acteercarrière. In 1989 verscheen Sirico in een documentaire, genaamd The Big Bang, over het leven van de Amerikaanse filmregisseur James Toback. Hierin sprak Sirico over zijn criminele verleden.
Sirico werd 79 jaar oud. Hij was al enige tijd ziek.